# ケイリー (アイスランドのミュージシャン)
ケイリー（Kalli、本名Karl Henry)は、アイスランド出身のミュージシャン。ロックバンド･ウィズアウト・グラヴィティのメンバーで、ボーカル･ギターを担当していた。現在はソロ・アーティストとして活動中。

## アルバム
1. While the City Sleeps
24 April 2007(UKリリース)
2. Last Train Home（直訳：故郷への最終列車）
8 August 2011(UKリリース)